# 채석 전투
채석 전투(중국어: 采石之戰)는 1161년 11월 26일과 27일에 발생한 금송전쟁의 주요 해전이다. 이 전투는 송나라가 화약을 사용한 덕분에 결정적인 승리로 끝났다.
여진족이 이끄는 금나라의 황제인 금 해릉양왕 휘하의 병사들은 양쯔강을 건너 남송을 공격하려 했다.
송나라의 재상인 진강백은 주요 군사 전략가이자 해군을 지휘했다. 사대부였던 우윤문은 방어하는 송군을 지휘했다. 흑색화약과 석회로 만든 소이탄을 발사하는 트레뷰셋을 장착한 송나라 함대의 외륜선 전함은 금나라 해군의 경쾌한 배들을 결정적으로 격파했다.

## 개요
1125년부터 금나라는 화이허 북쪽의 이전 송나라 영토를 정복했다. 1142년, 소흥화의로 두 나라의 국경이 정해져 금나라는 북중국을, 송나라는 남중국을 통치하게 되었다. 1150년, 금 해릉양왕은 황제가 되어 북중국과 남중국을 한 명의 황제 아래 통일할 계획을 세웠다. 1158년, 그는 송나라가 1142년 조약을 위반했다고 주장하며 송나라에 선전포고의 구실을 만들었다. 그는 이듬해 전쟁을 준비했다. 그는 모든 건장한 남성이 징집되어야 하는 징병제를 시행했다. 이 징집은 인기가 없었으며, 나중에 진압된 반란을 촉발시켰다. 금군은 1161년 10월 15일 카이펑시의 수도를 떠나 화이허에서 양쯔강으로 진격했다.
송나라는 양쯔강 전선을 따라 요새화되어 있었다. 금 해릉양왕은 현대 난징시 남쪽의 채석(현대 마안산시)에서 강을 건널 계획이었다. 그는 11월 26일 양쯔강 기슭에서 출발하여 우윤문과 진강백이 이끄는 송나라 군대와 해전에서 충돌했다. 금 해릉양왕은 전투에서 패배하고 양저우로 후퇴했다.
금 해릉양왕은 채석 전투 직후 자신의 병사들에게 군영에서 암살당했다. 금 해릉양왕이 부재 중인 동안 금나라 조정에서는 군사 쿠데타가 발생하여 금 세종이 새로운 황제로 즉위했다. 1165년에 체결된 평화 조약으로 송나라와 금나라 간의 분쟁이 끝났다.
채석에서 송나라는 18,000명의 병력을 이끌었지만, 금 해릉양왕은 60만 명의 금나라 병력을 이끌었다고 한다. 전투가 진행되는 동안 많은 금나라 병사들이 북방의 기병이 강과 호수에서의 해전에 부적합하다는 것을 깨닫고 탈영하여 금나라 전체 병력이 감소했다. 송나라는 주로 우월한 해군, 화약, 화기를 통해 승리했다. 이 승리는 송나라 보병의 사기를 높였고 금나라 군대의 남부 진격을 저지했다.

## 배경

### 금-요-송

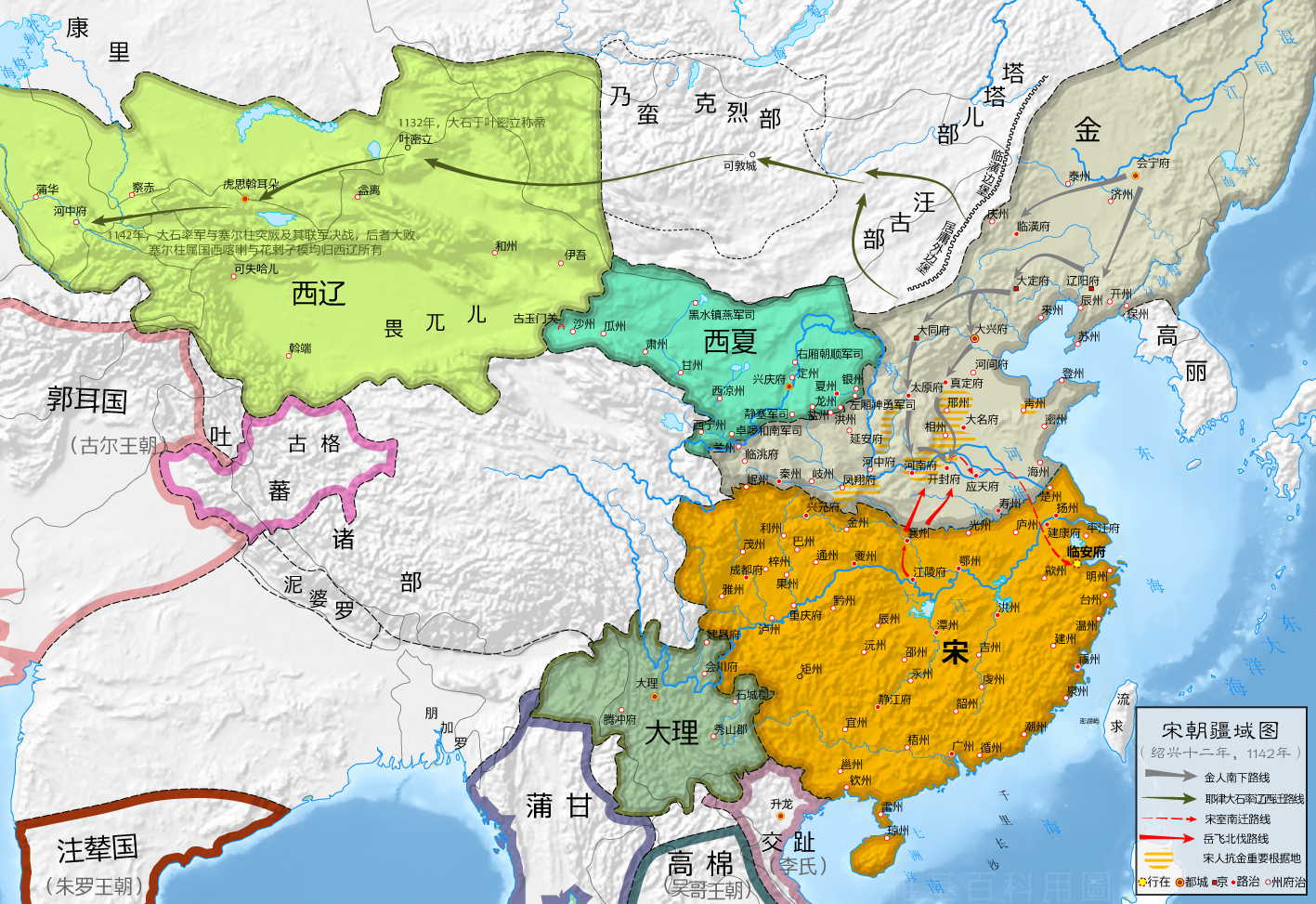
송(주황), 금(회색), 서하(아쿠아), 서요(연녹색)는 당시 중국의 주요 제국이었으며, 송과 금은 중국 동부를 점유했다.

송나라 (960–1276)는 한족이 이끄는 왕조로 동남중국을 통치했다. 그들의 북쪽에는 여진-한족 혼합 왕조인 금나라가 있었는데, 이들은 동북중국을 통치했다. 금나라는 동북중국 만주의 준농경 부족 연합체인 여진족이 이끌었지만, 많은 북부 한족 귀족들도 금나라의 일원이었다. 요나라는 몽골, 서중국, 중앙아시아 일부를 포함하는 거란족이 이끄는 왕조였다. 금나라처럼 요나라도 한족 문화를 받아들였고, 중국어를 사용했으며, 불교를 믿었다.
송나라와 금나라는 한때 군사 동맹이었다. 그러나 1114년, 금 태조의 통치 아래 통일된 여진족은 그들의 옛 지배자였던 거란족이 이끄는 요나라에 대한 반란을 계획했다. 1115년, 아구다(아골타)는 금나라를 건국하고 황제 칭호를 사용했다. 금나라는 거란족에 대한 송나라와의 공동 공격을 협상했다. 그들은 1121년에 공격을 계획했고, 나중에 1122년으로 재조정했다.
1122년, 금나라는 거란의 상경과 서경을 점령했다. 송나라는 요나라 남경 연경(현대 베이징시)을 점령하려 했으나, 그 해 말 금나라에 함락되었다. 송나라와 금나라 간의 협상은 1123년 조약을 맺었지만, 연운십육주를 둘러싼 영토 분쟁으로 양국 관계는 악화되었다. 1125년, 금나라는 송나라를 침공했다.

### 금송전쟁의 시작
1127년까지 금나라는 북중국의 대부분을 통일하고 송나라의 수도 카이펑시를 두 번 포위했다. 카이펑 두 번째 포위에서 송나라의 송 흠종이 사로잡혔다. 금나라는 그와 송나라 황족을 인질로 동북중국으로 데려갔다. 포획을 피한 송나라 조정 구성원들은 남쪽으로 도망쳐, 처음에는 송나라 남경(현대 상추시)에 임시 수도를 세웠고, 이어서 1129년에는 항저우시에 세웠다.
송나라 수도를 항저우로 남쪽으로 옮긴 것은 북송 시대에서 남송 시대로의 전환을 의미했다. 흠종의 어린 동생 조구가 1127년 남경에서 흠종의 후계자로 즉위했다. 조구는 묘호로 남송 고종으로 알려져 있다. 금나라 장군 올술은 1130년에 양쯔강을 건너 고종을 사로잡으려 했으나, 황제는 도망쳤다. 올술은 양쯔강을 건너 북쪽으로 후퇴하여 한세충이 지휘하는 더 강력한 송나라 함대와 싸웠다.
금나라는 양쯔강 남쪽에 남아있는 송나라 영토로 진격을 계속했다. 그들은 북쪽의 송나라 충성파들의 반란, 일부 중요한 지도자들의 죽음, 그리고 악비와 같은 송나라 장군들의 군사 공격에 직면했다. 금나라는 송나라와 금나라 사이의 완충 국가 역할을 하기 위해 대제 (大齊)라는 괴뢰 정부를 세웠지만, 제나라는 송나라를 격파하지 못했다. 금나라는 1137년에 제나라를 폐지했다. 금나라가 남쪽으로 진격하는 것을 포기하면서 평화 조약을 위한 외교 회담이 재개되었다.
1142년에 체결된 소흥화의는 양쯔강 북쪽의 화이허를 따라 양국 간의 경계를 설정했다. 이 조약은 송나라가 금나라로부터 말을 구매하는 것을 금지했지만, 국경 시장에서는 밀수가 계속되었다. 양국 관계는 금 해릉양왕이 전쟁을 시작한 1161년까지 1142년부터 대부분 평화로웠다.

### 채석을 위한 금나라의 준비

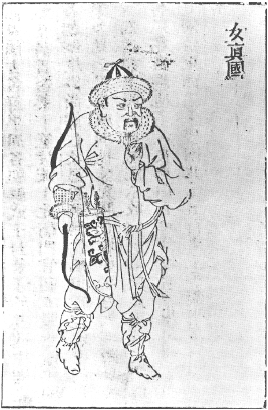
17세기 초 여진족 궁사와 활을 든 모습의 목판화

금 해릉양왕은 1150년 궁정 쿠데타에서 사촌이자 전임자인 금 희종을 죽인 후 금나라 황제로 즉위했다. 금 해릉양왕은 자신을 부족 회의를 통해 통치하는 여진족 지도자라기보다는 한족 권위주의 황제로 여겼다. 금사는 금 해릉양왕이 관리들에게 정복, 절대 권력, 여성이라는 세 가지 삶의 욕망이 있다고 말했다고 전한다. 그의 궁극적인 야망은 북쪽만이 아니라 중국 전체를 통치하는 것이었다. 어린 시절, 금 해릉양왕은 송나라 사신들에게 배우면서 차를 마시는 것과 같은 송나라 관습을 받아들였고, 황제가 되자마자 국가의 중국화 정책을 추진했다. 송나라 문화에 대한 그의 친화력은 그에게 '한족 모방자'라는 여진족 별명을 얻게 했다. 그는 금나라의 상경을 동북의 회녕부에서 베이징시로 옮겼고, 1157년 카이펑을 그의 남경으로 승격시켰다. 그는 또한 정부 기관을 남쪽으로 옮기고, 만주의 여진족 추장 궁궐을 철거하고, 베이징과 카이펑에 새 궁궐을 건설했다. 그는 금나라 수도를 중국의 중심으로 더 남쪽으로 옮길 계획을 세웠다. 금 해릉양왕의 건설 프로젝트는 금나라의 국고를 고갈시켰다.
남송과의 전쟁 계획은 1158년에 시작되었다. 그 해 금 해릉양왕은 송나라가 말을 구매하는 것을 금지한 1142년 조약을 위반했다고 주장했다. 1159년, 그는 침략을 준비하기 위해 군대를 증강하기 시작했다. 그는 베이징에 보관된 무기와 56만 필에 달하는 말들을 확보했다고 한다. 금 해릉양왕은 송나라 침공에 많은 병력이 필요하다는 것을 알았다. 그는 여진족 병사들과 함께 한족 병사들도 전쟁에 징집되도록 했다. 징병은 1161년까지 계속되었다.
금나라가 강을 통해 이동할 계획이었기 때문에 해상 충돌이 예상되었다. 전쟁을 위해 선박이 징발되었고, 신병 3만 명이 금나라 함대에 배치되었다. 금 해릉양왕은 1159년 3월 전쟁부 주관으로 전함 건조를 승인했다. 건설은 베이징 근처의 통(通) 현에서 시작되었다. 금 해릉양왕은 자신을 육군 총사령관으로 임명하고 금나라 군대를 직접 지휘했다. 징병은 인기가 없었다. 여러 차례의 반란이 일어났는데, 그 중 상당수는 송나라와 국경을 접한 금나라의 성에서였다. 그러나 금 해릉양왕은 반대를 용납하지 않았다. 그는 전쟁 노력에 비판적이라는 소식을 듣고 의붓어머니를 처형했다.
통일된 중국의 황제로서 자신의 정당성에 대한 도전을 없애기 위해 금 해릉양왕은 금나라 영토에 거주하는 송나라와 요나라 황족의 모든 남성 구성원을 처형하도록 명령했다. 몇 달 만에 두 황족 가문의 130명이 처형된 것은 인기가 없었고, 거란족은 곧 동북중국에서 반란을 일으켰다. 그들은 징집이 스텝 지대의 경쟁 부족들로부터 자신들의 고향을 무방비 상태로 만들 것이라고 주장하며 군대에 징집되는 것을 거부했다. 금 해릉양왕은 그들의 요구를 물리쳤다. 그러자 거란족 반군들은 여러 여진족 관리들을 살해했다. 반란은 분열되었고, 옛 요나라 수도인 상경에서 더 넓게 반란을 확산시키거나, 요나라 멸망 후 서요 제국이 형성된 중앙아시아로 거란족을 동북중국에서 이주시키려는 별도의 계획들이 있었다.
그럼에도 불구하고 금 해릉양왕은 반란을 진압하기 위해 전쟁 노력에서 자원과 병력을 돌려야만 했다.

### 채석을 위한 송나라의 준비
전쟁이 임박한 시기에도 송나라와 금나라 간의 외교적 교류는 멈추지 않았다. 송사에 따르면, 송나라는 금나라 외교관 중 한 명의 무례함을 알아차렸을 때 금나라가 침략을 계획하고 있다는 것을 깨달았다고 주장한다. 일부 송나라 관리들은 임박한 전쟁을 예견했지만, 고종 황제는 금나라와의 평화로운 관계를 유지하기를 바랐다. 금나라를 자극하기 싫어하는 그의 태도는 송나라 국경 방어선 강화 계획을 지연시켰다. 송나라는 1161년에 겨우 3개의 군사 주둔지를 급하게 건설했다. 금 해릉양왕은 1161년 10월 15일 카이펑을 출발했다. 공격은 4개 군단으로 구성되었으며, 금 해릉양왕은 안후이성으로 진입한 군대를 직접 지휘했다. 금나라는 10월 28일 화이허 국경을 넘어 송나라 영토로 진격했다. 송나라는 양쯔강 남쪽 강변만 요새화하고 화이허는 요새화하지 않았기 때문에 송나라의 저항은 미미했다.
송나라의 재상이자 해군 사령관인 진강백(중국어: 陈康伯, 직역: 천캉보)은 송나라 해군을 지휘했고, 금나라에 대한 공격 전략을 고안했다. 사대부인 우윤문은 방어하는 송군을 지휘했다. 흑색화약과 석회로 만든 소이탄을 발사하는 트레뷰셋을 장착한 송나라 함대의 외륜선 전함은 금나라 해군의 경쾌한 배들을 결정적으로 격파했다.

## 채석 해전
금 해릉양왕의 군대는 양쯔강 북쪽 연안의 양저우시 근처에 진영을 구축했다. 금나라의 진격은 서쪽에서 송나라가 금나라로부터 여러 현을 점령하면서 송나라의 승리로 인해 늦춰졌다. 금 해릉양왕은 그의 군대에게 현대 난징시 남쪽의 채석에서 양쯔강을 건너라고 명령했다. 금나라와 송나라 간의 해전은 1161년 11월 26일과 27일에 일어났다.
송나라의 전략은 송나라의 재상이자 해군 지휘관인 진강백(중국어: 陈康伯, 직역: 천캉보)이 계획했다. 진강백은 직접 해군 연대를 이끌고, 장군 우윤문(사대부), 그의 부관인 대고, 간강, 시준 등을 나머지 군대를 이끌도록 파견했다. 중서사인(중국어: 中書舍人, 병음: zhongshu sheren)이었던 우윤문은 뛰어난 공로로 선정된 송나라 병사들에게 상을 수여하기 위해 채석에 있었다. 그의 방문이 금 해릉양왕의 전역과 우연히 겹친 것이었다. 우윤문이 처음 도착했을 때 채석에는 여러 흩어진 송나라 군대가 있었고, 우윤문은 지휘권을 잡고 응집력 있는 부대를 만들었다.
금나라는 전투 하루 전 말들을 의식으로 희생했다. 11월 26일, 금나라 군대는 양쯔강 기슭에서 배를 타고 송나라 함대와 교전했다. 그들이 탑승한 배 중 일부는 조악하게 만들어졌다. 금나라는 량산현에서 여러 척의 배를 잃었는데, 그곳에서 배들이 대운하로 운반되는 동안 량산 호수의 얕은 수심에 갇혔다. 금 해릉양왕은 량산에 여전히 갇혀 있는 배들을 보충하기 위해 1161년에 더 많은 배를 긴급히 건조할 것을 요청했다. 전쟁의 한 기록에 따르면 금나라 배들은 파괴된 건물에서 재활용된 재료로 일주일 만에 건설되었다고 한다. 선박 부족과 사용 가능한 선박의 품질 저하로 인해 금나라는 송나라와의 해전에 필요한 더 많은 병력을 수송할 수 없었다.
송나라의 군사적 대응은 금 해릉양왕이 예상했던 것보다 강력했다. 송나라 해군의 외륜선 전함은 더 빠르게 움직여 느린 금나라 전함들을 능가할 수 있었다. 송나라는 함대를 치보산(七寶山) 섬 뒤에 숨겨 두었다. 금나라 전함의 접근을 알리는 기마 정찰병이 섬 꼭대기에 숨겨진 깃발을 신호하면 배들은 섬을 출발하기로 되어 있었다. 깃발이 보이자마자 송나라 함대는 섬의 양쪽에서 공격을 시작했다. 송나라 병사들은 견인 트레뷰셋을 사용하여 화약과 석회 및 유황을 포함한 부드러운 케이스의 폭발물인 소이 "천둥번개 폭탄"을 발사했고, 이는 케이스가 부서질 때 유독성 폭발을 일으켰다. 강을 건너 해안에 도착한 금나라 병사들은 반대편에서 기다리고 있던 송나라 군대의 공격을 받았다. 송나라는 결정적인 승리를 거두었다. 금 해릉양왕은 다음날 두 번째 교전에서도 패배했다. 남은 배들을 불태운 후, 그는 양저우로 후퇴했으며, 그곳에서 또 다른 강 건너기를 준비하기도 전에 암살당했다.
한 부대[중앙 함대]는 강 한가운데 주둔했다. 이들은 적의 공격에 맞설 정예 병력을 태웠다. 나머지 두 부대는 예비 병력으로 쓰기 위해 작은 강에 숨겨 놓았다. 배치를 마치자마자 갑자기 타타르 무리의 함성이 들렸다. 타타르족 족장은 작은 붉은 깃발을 들고 수백 척의 배를 강을 건너게 명령했다. 짧은 시간 안에 7척의 배가 남쪽 강변에 도착했다. 타타르족은 육지로 뛰어내려 정부군과 싸웠다. 당신의 신하는 우리 진영을 오가며 우리 병사들에게 그들의 막중한 의무를 거듭 강조하고 보상을 약속했다. 우리 병사들은 필사적으로 싸웠고, 육지에 있던 모든 적들이 죽거나 포로로 잡힌 후에도 전투는 강 위에서 계속되었다. 우리 대형 전함들은 타타르족의 배들을 공격하여 많이 침몰시켰다. 익사하거나 죽은 적군은 1만 명에 달하는 것으로 추정된다. 어둠이 내리자 북소리가 점차 잦아들었고, 타타르족은 남은 배들을 타고 도망쳤다.
 — 채석 전투를 묘사하는 우윤문
다른 기록에는 진루공 장군(진강백) 「진루공(진강백) 채석」이 어떻게 해군 연대를 이끌고 금나라를 격파하고 송나라를 방어했는지 나와 있다.

## 사상자
전투에 참여한 병사 수와 사상자 수에 대한 추정치는 매우 다양하다. 송나라의 한 자료에 따르면 채석에 18,000명의 송나라 병사가 주둔했다고 한다. 한 문서에서는 400,000명에서 600,000명의 금나라 병사가 전투에 참여했다고 주장한다. 허버트 프랑케는 송나라가 전체 전선에서 12만 명의 병력만 싸웠고, 50만 명이라는 수치는 금나라 군대가 화이허를 건너 양쯔강으로 진격하기 전의 병력 수를 의미할 수 있다고 주장한다. 남쪽으로 진격하면서 반란을 진압하는 과정에서 발생한 탈영과 사상자로 인해 금나라가 양쯔강에 도달했을 때 그 수는 줄어들었을 것이다.
금나라의 관점에서 쓰여진 문서인 금사는 금나라 사상자를 맹안(천 명 규모의 여진족 부대) 한 부대와 100명 사이, 그리고 맹안 두 부대와 200명 사이로 보고한다. 송사는 금나라 사상자를 4,000명의 병사와 만호(만 명) 계급의 사령관 두 명으로 보고한다. 다른 송나라 자료에 의한 전투 기록은 금나라 병사 24,000명이 사망하고 500명의 전투원과 5명의 맹안이 포로로 잡혔다고 주장한다. 더 보수적인 송나라 자료는 금나라가 채석에 겨우 500명의 병사와 20척의 배만 있었다고 추정한다.

## 군사 및 해군 기술

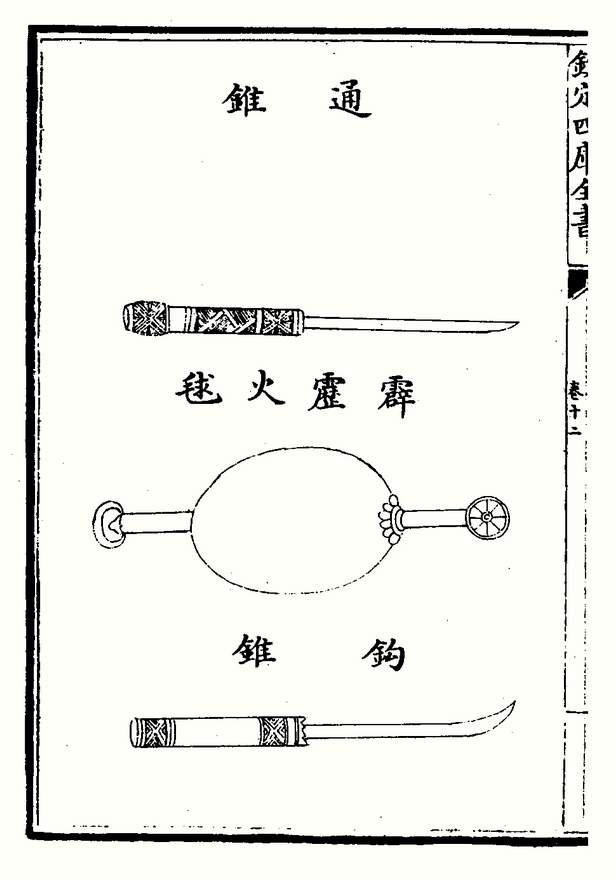
채석에서의 피리화구 소이탄에는 석회와 화약의 혼합물이 들어 있었다. 이 화구는 이전의 무경총요 (1044년)에서 유래한 것이다.

송나라의 기술적 능력에 대한 기록은 양만리(楊萬里)의 『해구부』(《海鰍賦》, "바다 장어 외륜선 전함에 대한 광시곡")에 다음과 같이 나와 있다.
배 안의 사람들은 트레드밀을 빠르게 밟아 노를 저었고, 배는 마치 나는 듯이 앞으로 미끄러져 나갔지만, 배 위에는 아무도 보이지 않았다. 적들은 그 배들이 종이로 만들어진 것이라고 생각했다. 그러다 갑자기 천둥번개 폭탄이 터졌다. 그것은 종이(카톤)로 만들어졌고 석회와 황으로 채워져 있었다. (트레뷰셋에서 발사된) 이 천둥번개 폭탄은 공중에서 떨어져 내려 물에 닿자 천둥 같은 소리를 내며 폭발했고, 유황은 불꽃을 터뜨렸다. 카톤 케이스는 튀어 오르며 부서졌고, 석회를 흩뿌려 연기 안개를 형성하여 사람과 말의 눈을 가려 아무것도 볼 수 없게 만들었다. 그러자 우리 배들은 적의 배들을 공격하러 나아갔고, 적군의 사람과 말은 모두 물에 빠져 완전히 패배했다.
 — 양만리
1161년 채석 전투 당시 송나라 함대에는 최대 340척의 배가 있었다. 송나라 함대는 트레뷰셋을 사용하여 금나라 배들을 흑색화약, 석회, 철 조각, 그리고 아마도 비소인 독극물이 혼합된 소이탄(pili huoqiu 霹雳火球 또는 huopao 霹雳火砲; "천둥번개 불덩이")으로 포격했다. 폭탄이 큰 소리를 냈다는 보고는 화약 혼합물의 초석 함량이 폭발을 일으킬 만큼 충분히 높았음을 시사한다. 채석 폭탄의 분말 석회는 최루탄과 유사한 눈을 멀게 하는 연기 구름을 생성했다. 화구는 폭탄의 케이싱이 부서지면 연기를 방출했다. 도화선은 발사 후 폭탄을 활성화했다.
금나라는 수천 명의 대장장이를 징집하여 함대의 갑옷과 무기를 만들게 했고, 통(通)에서 톈진시의 현대 주구(直沽, 直沽) 북부 항구를 통해 대운하로 배를 운반하는 데 필요한 운하를 파는 인부들을 동원했다. 금나라는 가벼운 배들을 두꺼운 코뿔소 가죽으로 장갑했다. 배는 두 층으로 되어 있었는데, 아래층 갑판에는 노를 젓는 노잡이들이 있었고, 위층 갑판의 병사들은 미사일 무기를 발사할 수 있었다. 세 가지 다른 형태의 전함이 건조되었다. 여러 척의 배가 량산에서 좌초되었고, 이를 대체하기 위해 건조된 배들은 품질이 떨어졌다. 금나라 함대는 더 크고 빠른 송나라 전함들을 격파할 수 없었다.
이 전투는 송나라 해군 기술사에서 중요한 의미를 갖는다. 송나라 해군의 기술 발전은 동중국해 접근을 보장했고, 그곳에서 그들은 금나라와 몽골 라이벌의 군사력과 경쟁했다. 비록 배에 장착된 트레뷰셋으로 발사되는 화포는 수십 년 전에 발명되었지만, 이 폭탄들은 1129년까지 송나라 전함에 의무적으로 장착되지 않았다. 트레드밀로 작동하는 외륜선은 1132년에서 1183년 사이에 다양한 크기로 계속해서 건조되었다. 기술자 고현은 각 측면에 최대 11개의 외륜을 장착한 배를 고안했고, 또 다른 기술자 진사부는 1203년에 배를 장갑하는 철판을 설계했다. 이 모든 발전은 병력 규모의 급격한 증가를 뒷받침했다. 조지프 니덤에 따르면, "총 11개 전대와 3,000명으로 구성된 [송나라 해군]은 한 세기 만에 총 52,000명으로 20개 전대로 늘어났다."

## 여파

남송 고종은 전투가 끝난 지 9개월 후 퇴위했다.

전통적인 중국사학은 채석 전투를 송나라의 중요한 승리로 기념했다. 채석은 383년 동진이 북방 침략자인 전진을 격파한 비수 대전과 같은 높은 평가를 받았다. 18,000명의 송나라 병사들이 거의 50만 명에 달하는 대군을 극복한 압도적인 역경 속의 승리로 묘사된다. 전투가 진행되는 동안, 우세한 송나라 해군 앞에서 더 많은 금나라 병사들이 탈영하여 전체 금나라 병력이 감소했다.
송나라는 여러 이점을 가졌다. 송나라는 더 큰 배를 가지고 있었고 준비할 시간이 충분했던 반면, 금나라 군대는 강을 건너기 위해 보급품과 배를 모아야 했다. 또한 해전 중에는 여진족 군대의 가장 중요한 자산인 기병을 금나라가 사용하는 것이 불가능했다.
이 전투가 금 해릉양왕의 군사 작전을 완전히 망가뜨린 유일한 원인은 아니었다. 그의 개인적인 실패 또한 그의 몰락으로 이어졌다. 금 해릉양왕의 장군들은 그를 혐오했고, 금나라가 패배하면서 전쟁 중에 그의 부하들과의 관계는 악화되었다. 제국 전반에 걸쳐 그의 통치에 대한 광범위한 불만이 있었고, 금 해릉양왕의 정책은 여진족, 거란족, 한족 모두를 소외시켰다. 불만을 품은 장교들은 그를 살해하기 위해 음모를 꾸몄고, 그는 1161년 12월 15일에 암살당했다. 금 세종은 금 해릉양왕의 뒤를 이어 금나라의 통치자가 되었다. 그는 금 해릉양왕이 궁정을 비운 동안 그를 황제로 옹립한 군사 쿠데타로 암살되기 몇 주 전에 즉위했었다. 금 세종은 결국 금 해릉양왕의 많은 정책들을 철회했다.
이 승리는 송나라 병사들의 사기를 높였고, 정부에 대한 신뢰를 향상시키고 송나라의 안정을 강화했다. 금나라는 남쪽으로 진격하여 그들의 통치 아래 중국을 재통일하려는 야망을 포기했다. 금나라 군대는 1162년에 철수했고, 양국 간의 외교 관계는 재개되었다.
남송 고종은 전투가 끝난 지 9개월 후 퇴위했다. 그의 퇴위 이유는 복잡하지만, 금 해릉양왕과의 전쟁 처리 방식이 그의 퇴위 결정에 영향을 미쳤을 수도 있다. 그는 금나라의 공격 경고를 무시했고, 화해에 대한 그의 희망은 송나라 방어 강화 계획을 지연시켰다.
회남과 사천에서는 군사적 충돌이 계속되었지만, 채석 이후 금나라의 침공은 양쯔강에 도달하려는 의도가 없었다. 금나라는 남중국의 많은 호수와 강이 그들의 기병을 방해한다는 것을 발견했다. 전투에서 패배한 후, 그들은 1165년에 송나라와 평화 조약을 체결하여 적대 행위를 종식시켰다. 화이허 국경은 변함없이 유지되었다.

## 같이 보기
- 탕다오 해전
- 화약전
- 중국의 역사
- 초유
- 중국의 군사사 (1911년 이전)
- 중국 해군사
- 해전

## 내용주
1. 1 2 3 4 5  Franke 1994, 242쪽.
2. ↑  Ebrey 2010, 136쪽.
3. 1 2 3 4 5 6  Holcombe 2011, 129쪽.
4. ↑  Franke 1994, 221쪽.
5. ↑  Mote 1999, 209쪽.
6. 1 2 3  Franke 1994, 225쪽.
7. ↑  Mote 1999, 209–210쪽.
8. ↑  Mote 1999, 196쪽.
9. ↑  Franke 1994, 227–229쪽.
10. ↑  Franke 1994, 229쪽.
11. ↑  Mote 1999, 292쪽.
12. ↑  Mote 1999, 293쪽.
13. ↑  Mote 1999, 289–293쪽.
14. ↑  Tao 2009, 654쪽.
15. ↑  Mote 1999, 298쪽.
16. ↑  Tao 2009, 655쪽.
17. ↑  Franke 1994, 230쪽.
18. ↑  Franke 1994, 230–232쪽.
19. ↑  Franke 1994, 232쪽.
20. ↑  Franke 1994, 233쪽.
21. ↑  Tao 2009, 684쪽.
22. ↑  Franke 1994, 235쪽.
23. ↑  Franke 1994, 239쪽.
24. ↑  Franke 1994, 239–240쪽.
25. ↑  Tao 2002, 150쪽.
26. 1 2 3 4 5 6  Franke 1994, 240쪽.
27. 1 2 3  Mote 1999, 235쪽.
28. ↑  Franke 1994, 240–241쪽.
29. 1 2 3  Chan 1992, 657쪽.
30. 1 2 3 4 5 6 7 8 9 10 11 12 13 14  Franke 1994, 241쪽.
31. 1 2 3  Tao 2009, 704쪽.
32. 1 2 3  Tao 2002, 151쪽.
33. 1 2 3 4 5 6  Tao 2002, 152쪽.
34. 1 2 3  Tao 2009, 706쪽.
35. 1 2 3 4  Tao 2009, 707쪽.
36. 1 2  Chan 1992, 657–658쪽.
37. 1 2 3  Turnbull 2002, 46쪽.
38. 1 2 3  Needham 1987, 166쪽.
39. ↑  Mote 1999, 233쪽.
40. ↑  Lo 2012, 165쪽.
41. ↑  Lo 2012, 167쪽.
42. 1 2  Needham 1971, 476쪽.
43. ↑  Needham 1987, 166–167쪽.
44. ↑  Needham 1987, 165쪽.
45. ↑  Chan 1992, 658쪽.
46. 1 2  Franke 1994, 243쪽.
47. 1 2  Franke 1994, 244쪽.
48. 1 2  Tao 2002, 155쪽.
49. ↑  Tao 2009, 707–709쪽.
50. ↑  Tao 2009, 708–709쪽.
51. ↑  Tao 2009, 709쪽.

## 더 읽어보기
- Partington, J. R. (1960). 《A History of Greek Fire and Gunpowder》. Johns Hopkins University Press. ISBN 978-0-8018-5954-0.